# Totem Heritage Center
Le Totem Heritage Center (« Centre d'héritage du totem ») est un musée dans la ville de Ketchikan, située dans l'État américain d'Alaska.
Le centre abrite une des collections les plus grandes du monde de poteaux totem du XIXe siècle. Les totems viennent des trois villages abandonnés près de Ketchikan, ils ont été sauvés pendant les années 1960 et 1970. Le musée a été établi en 1976 pour protéger ces totems et pour fonctionner comme un centre culturel. Le musée possède aussi des photos historiques et des objets d'art des peuples Tlingits, Haïdas et Tsimshians d'Alaska.